# 山根尚子
山根 尚子（やまね なおこ）は日本の雑誌編集者。神奈川県出身。

## 経歴
広島大学教育学部卒業。
大学卒業後、タウン情報誌｢TJ Hiroshima｣の編集に携わる。その後の2008年から2014年までの間、編集長を務めた。
2007年､2012年､2015年､2022年全国タウン情報ネットワーク企画大賞受賞。
広島県営SNS「日刊わしら」の編集長2017年に就任。また、広島を世界一おいしく牡蠣が食べられる街にすることを目指し、「牡蠣食う研」の研究員としても活動している。

## 人物
- 11歳のときの春に広島県へ転校した[1]
- その時に小学生男子が「わし」という男らしい文化に衝撃を受けた[1]
- 新人編集者のときに尾道市へ取材で訪れた際にカメラのミスなどをしたにも関わらず、優しくしてくれた尾道の人々のことは忘れないと語っている[7]
- 1番好きなビールのおつまみはせんじがら[6]であり、飲むときは読書をしていることが多い[6]
- 趣味はネット検索と演劇鑑賞[1]

## 所属
- 『TJ Hiroshima』（元編集長）
- 『日刊わしら』（編集長）
- 牡蠣食う研（研究員、企画、編集、SNS担当）
- 広島本大賞（実行委員）
- オルガン座紅白歌合戦（審査員）
- アドプレックス